# 三瘤齒獸屬

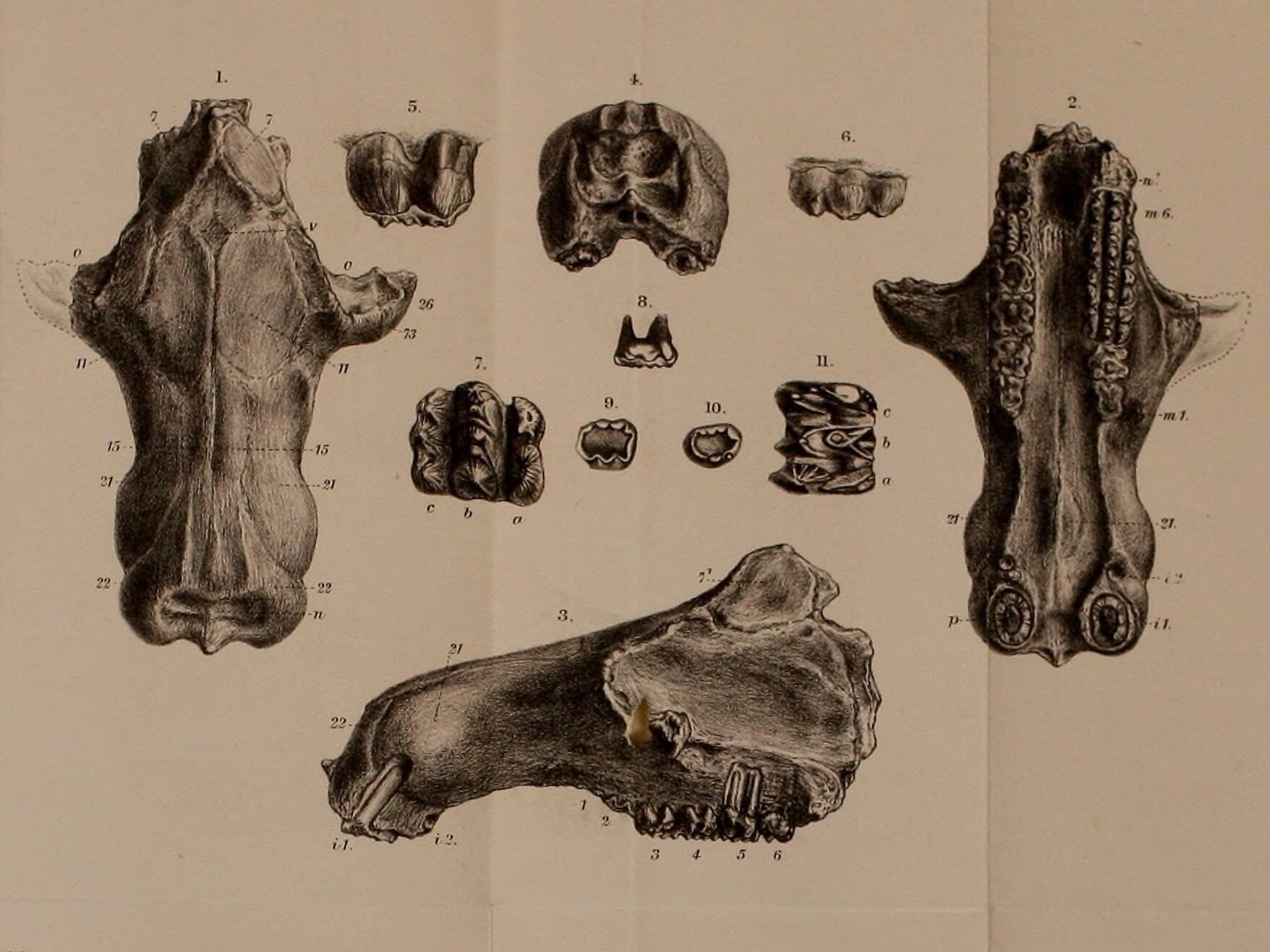
(1884)

三瘤齒獸屬（學名：Tritylodon）是犬齒獸亞目三瘤齒獸科的一屬，而三瘤齒獸類是最先進的犬齒獸類之一。三瘤齒獸生存於侏羅紀早期，曾與恐龍共同存活在同一時期。三瘤齒獸擁有許多現代哺乳動物的特徵，因此過去曾被歸類於哺乳動物。但由於三瘤齒獸仍保有類似似哺乳爬行動物的下頜骨頭、頭顱結構，目前被歸類於合弓綱（似哺乳爬行動物）。

## 發現與種
三瘤齒獸的化石發現於南非自由邦、賴索托。模式種是T. longaevus，是由理查·歐文在1884年所敘述、命名，屬名意為「有三齒尖的牙齒」。化石發現於南非、賴索托的艾略特組（Elliot Formation）中上層，地質年代為侏羅紀早期的赫塘階/錫內穆階。第二個種是T. maximus，是在1962年被敘述、命名，化石發現於南非的克萊倫斯組（Clarens Formation），地質年代為侏羅紀早期的錫內穆階/普林斯巴赫階。由於這些地層有許多三瘤齒獸的化石，因此又名三瘤齒獸極盛帶（Tritylodon Acme Zone）。
三瘤齒獸的化石發現於南非，在南極洲漢森組（Hanson Formation）還有發現可能的化石。三瘤齒獸剛出現時，非洲的氣候乾旱、炎熱，之後氣候逐漸潮濕、熱帶的。
在1970年代初期，詹姆斯·霍普森、詹姆斯·基欽…等科學家提出T. maximus其實是T. longaevus的大型標本，或是T. longaevus的近親。如果T. longaevus與T. maximus是近親，由於兩者生存於不同時代的同一地區，T. maximus可能繼承T. longaevus的原本生態位。這兩個物種的差異在於，T. maximus的體型較大、左右上頜各有9顆犬齒後齒（Postcanines），而T. longaevus的體型較小、左右上頜只有7顆犬齒後齒，其餘特徵則相同。

## 特徵
三瘤齒獸是種小型動物，頭顱骨長約25公分，脛骨長5.3到8.2公分，但已是最大型的三瘤齒獸科之一。上頜每側有3顆門齒，其中第2顆較大。三瘤齒獸沒有犬齒，門齒與犬齒後齒之間有個缺口。T. maximus的左右上頜各有9顆犬齒後齒，而T. longaevus的左右上頜各有7顆犬齒後齒。犬齒後齒呈方型，具有3個齒尖，成為三瘤齒獸的名稱來源。根據牙齒形狀，三瘤齒獸是草食性動物。
根據三瘤齒獸的前肢、肩膀結構，牠們的前肢適合做出挖掘動作，可能是種穴居動物。三瘤齒獸的四肢直立於身體下方，類似現代哺乳動物，而早期獸孔目的四肢是略朝向身體兩側。

## 分類
三瘤齒獸屬於犬齒獸亞目的三瘤齒獸科。在1920年代以前，三瘤齒獸被歸類於早期哺乳動物。在1935年，三瘤齒獸被歸類於多瘤齒獸目。由於三瘤齒獸科同時具有似哺乳爬行動物、哺乳動物的特徵，目前被視為是似哺乳爬行動物演化至哺乳動物的旁支之一。有些科學家認為哺乳類從三瘤齒獸進化而來，而其他科學家認為是從另一群特化犬齒獸類，三稜齒獸科進化而來。
```
 
獸孔目
 THERAPSIDA
 |
 
犬齒獸亞目
 Cynodontia
 |--
德維納獸
 
Dvinia

 `--+--
原犬鱷龍科
 Procynosuchidae
    |  |--
Nanocynodon

    |  |--
副三尖叉齒獸
 
Parathrinaxodon

    |  `--
原犬鱷龍
 
Procynosuchus

    `--
外犬齒獸類
 Epicynodontia
       |--
鼩龍獸科
 Galesauridae
       |  |--+--
Cynosaurus

       |  |  `--
Nanictosaurus

       |  `--+--
原鼩龍獸
 
Progalesaurus

       |     `--
鼩龍獸
 
Galesaurus

       |--
Bolotridon

       `--+--
Platycraniellus

          |--
三尖叉齒獸
 
Thrinaxodon

          `--
真犬齒獸下目
 Eucynodontia
              |--
犬頜獸類
 Cynognathia
              |  |--
犬頜獸科
 Cynognathidae
              |  `--
三瘤齒獸科
 Tritylodontidae
              |     |--
小駝獸
 
Oligokyphus

              |     `--+--
三瘤齒獸
 
Tritylodon

              |        `--+--
卞氏獸
 
Bienotherium

              |           `--+--
卡岩塔獸
 
Kayentatherium

              |              `--+--+--
祿豐獸
 
Lufengia

              |                 |  `--
滇中獸
 
Dianzhongia

              |                 `--+--
Bocatherium

              |                    `--+--
雲南獸
 
Yunnanodon

              |                       `--+--
Stereognathus

              |                          `--
Xenocretosuchus

              `--Probainognathia
                 |--
三稜齒獸科
 Trithelodontidae
                 |  |--
Pachygenelius

                 |  `--
Chaliminia

                 `--
哺乳形類
 MAMMALIFORMES
```

## 外部連結
- 三瘤齒獸的標本圖（页面存档备份，存于）
- 中生代的各種動物